# Valløby Kirke
Valløby Kirke er bygget i begyndelsen af 1100-tallet i romansk stil , men kun midterpartiet er bevaret. Våbenhuset og den vestlige del er gotisk og opført i sidste halvdel af 1400-tallet. Tårnet af munkesten i sengotisk stil kom til i midten af 1500-tallet, og koret med østgavlen og sakristiet er fra renæssancen (1590). Kirken er en "adelskirke", som altid har tilhørt ejerne af Vallø Slot. Den ligger meget synligt i landskabet på en høj skrænt mod Tryggevælde Ådal.
Den store døbefont af gotlandsk kalksten fra 1. halvdel af 1100-tallet har en diameter på 112 cm.
Kirkens altertavle er fra 1682 og skænket af Otte Skeel.